# Источна Немачка на Олимпијским играма
Источна Немачка се први пут појавила на Олимпијским играма 1956. године, али пошто Олимијски комитет није био признат, самостално су се појавили на играма тек 1968. Пре тога на, на претходне три олимијске игре, спортисти из Источне Немачке су се такмичили у оквиру Уједињеног Немачког тима.
На Зимским олимпијским играма Источна Немачка је први пут самостално учествовала 1936. године и учествовала на свим наредним одржаним Зимским олимпијским играма све до 1988. године..
Источна Немачка није ниједанпут била домаћин олимпијских игара.
Олимпијци ДДРа су закључно са 1988. годином освојили 519 медаља на олимпијадама, од тога 409 на летњим и 110 на зимским играма.
Национални олимпијски комитет Источне Немачке (Nationales Olympisches Komitee für Ostdeutschland) је основан 1951 и није био признат од стране Међународног олимпијског комитета још читаву деценију.

## Медаље
| Игре               | Спортисти                     | Злато                         | Сребро                        | Бронза                        | Укупно                        | Ранг                          |
| 1896—1936.         | као део Немачка               | као део Немачка               | као део Немачка               | као део Немачка               | као део Немачка               | као део Немачка               |
| Лондон 1948.       | није учествовала              |                               |                               |                               |                               |                               |
| Хелсинки 1952.     | није учествовала              |                               |                               |                               |                               |                               |
| 1956—1964.         | као део Уједињени тим Немачке | као део Уједињени тим Немачке | као део Уједињени тим Немачке | као део Уједињени тим Немачке | као део Уједињени тим Немачке | као део Уједињени тим Немачке |
| Мексико Сити 1968. | 226                           | 9                             | 9                             | 7                             | 25                            | 5                             |
| Минхен 1972.       | 297                           | 20                            | 23                            | 23                            | 66                            | 3                             |
| Монтреал 1976.     | 267                           | 40                            | 25                            | 25                            | 90                            | 2                             |
| Москва 1980.       | 345                           | 47                            | 37                            | 42                            | 126                           | 2                             |
| Лос Анђелес 1984.  | није учествовала              |                               |                               |                               |                               |                               |
| Сеул 1988.         | 259                           | 37                            | 35                            | 30                            | 102                           | 2                             |
| 1992—данас         | као део Немачка               | као део Немачка               | као део Немачка               | као део Немачка               | као део Немачка               | као део Немачка               |
| Укупно             | Укупно                        | 153                           | 129                           | 127                           | 409                           | 12                            |

| Игре              | Спортисти                     | Злато                         | Сребро                        | Бронза                        | Укупно                        | Ранг                          |
| 1924—1936.        | као део Немачка               | као део Немачка               | као део Немачка               | као део Немачка               | као део Немачка               | као део Немачка               |
| Сент Мориц 1948.  | није учествовала              |                               |                               |                               |                               |                               |
| Осло 1952.        | није учествовала              |                               |                               |                               |                               |                               |
| 1956—1964.        | као део Уједињени тим Немачке | као део Уједињени тим Немачке | као део Уједињени тим Немачке | као део Уједињени тим Немачке | као део Уједињени тим Немачке | као део Уједињени тим Немачке |
| Гренобл 1968.     | 57                            | 1                             | 2                             | 2                             | 5                             | 10                            |
| Сапоро 1972.      | 42                            | 4                             | 3                             | 7                             | 14                            | 2                             |
| Инзбрук 1976.     | 59                            | 7                             | 5                             | 7                             | 19                            | 2                             |
| Лејк Плесид 1980. | 53                            | 9                             | 7                             | 7                             | 23                            | 2                             |
| Сарајево 1984.    | 56                            | 9                             | 9                             | 6                             | 24                            | 1                             |
| Калгари 1988.     | 53                            | 9                             | 10                            | 6                             | 25                            | 2                             |
| 1992—данас        | као део Немачка               | као део Немачка               | као део Немачка               | као део Немачка               | као део Немачка               | као део Немачка               |
| Укупно            | Укупно                        | 39                            | 36                            | 35                            | 110                           | 13                            |

| Спорт         | Злато | Сребро | Бронза | Укупно |
| ------------- | ----- | ------ | ------ | ------ |
| Атлетика      | 38    | 36     | 35     | 109    |
| Пливање       | 38    | 32     | 22     | 92     |
| Веслање       | 33    | 7      | 8      | 48     |
| Кајак и кану  | 14    | 7      | 9      | 30     |
| Гимнастика    | 6     | 13     | 17     | 36     |
| Бициклизам    | 6     | 6      | 4      | 16     |
| Бокс          | 5     | 2      | 6      | 13     |
| Стрељаштво    | 3     | 8      | 5      | 16     |
| Рвање         | 2     | 3      | 2      | 7      |
| Роњење        | 2     | 2      | 3      | 7      |
| Једрење       | 2     | 2      | 2      | 6      |
| Дизање тегова | 1     | 4      | 6      | 11     |
| Џудо          | 1     | 2      | 6      | 9      |
| Рукомет       | 1     | 1      | 1      | 3      |
| Фудбал        | 1     | 1      | 1      | 3      |
| Одбојка       | 0     | 2      | 0      | 2      |
| Мачевање      | 0     | 1      | 0      | 1      |
| Укупно (17)   | 153   | 129    | 127    | 409    |

| Спорт                 | Злато | Сребро | Бронза | Укупно |
| --------------------- | ----- | ------ | ------ | ------ |
| Санкање               | 13    | 8      | 8      | 29     |
| Брзо клизање          | 8     | 12     | 9      | 29     |
| Боб                   | 5     | 5      | 3      | 13     |
| Биатлон               | 3     | 4      | 4      | 11     |
| Уметничко клизање     | 3     | 3      | 4      | 10     |
| Нордијска комбинација | 3     | 0      | 4      | 7      |
| Скијашки скокови      | 2     | 3      | 2      | 7      |
| Скијашко трчање       | 2     | 1      | 1      | 4      |
| Укупно (8)            | 39    | 36     | 35     | 110    |